# Lenarchus keratus
Lenarchus keratus is een schietmot uit de familie Limnephilidae. De soort komt voor in het Nearctisch gebied.